# Ion Storm
Ion Storm Inc. (также ION Storm) — бывшая компания по разработке компьютерных игр из Техаса, основанная Джоном Ромеро (одним из создателей всемирно известной игры Doom), Томом Холлом, Бобом Райтом и Майклом Уилсоном под слоганом «Дизайн — это закон!». Самая успешная игра компании — Deus Ex.

## История компании
Центральный офис компании был организован в Далласе 15 ноября 1996 года. Ion Storm подписала контракт с Eidos Interactive на выпуск шести игр. Основатели планировали закончить свои игры, разрабатываемые ими в компаниях, в которых они работали до этого, быстро их выпустить и получить начальный доход.
Первой попыткой стала игра Тодда Портера Dominion: Storm Over Gift 3, ставшая и первым провалом студии. Dominion был уже практически закончен предыдущей студией Портера 7th Level и на завершение планировалось потратить 50 000 долларов и три месяца работы. Вместо этого, разработка затянулась на год, и стоила сотни тысяч долларов. Когда игра, наконец, была закончена и выпущена, то получила низкие рейтинги от критиков и плохие продажи. Маркетинговой ошибкой было то, что игра вышла в продажу как раз тогда, когда Blizzard выпустила демоверсию Starcraft, ставшей популярной стратегической игрой.
Проект Джона Ромеро Daikatana на движке Quake должен был быть завершен за семь месяцев, однако разработка затянулась на три года, во многом из-за того, что Ромеро решил перенести практически готовую игру на движок id Tech 2. Всё время разработки Ромеро не переставал рекламировать свою игру. Daikatana вышла в 2000 году и, по общеизвестному мнению, стала одним из самых известных провалов в игровой индустрии.
Проект Тома Холла Anachronox после некоторого времени разработки также был перенесён на движок id Tech 2, из-за чего спровоцировал многочисленные задержки с выпуском. Когда игра вышла в 2001 году, она, несмотря на благожелательные отзывы критиков по поводу сюжета, не добилась коммерческого успеха.
Компания также вложила много денег в свои офисы — даллаский офис располагался на 54 этаже небоскреба  Chase Tower и его особенностью был огромный логотип компании на полу из итальянского мрамора.
После выпуска Anachronox в июле 2001 года Ромеро и Холл покинули компанию. 17 июля 2001 года, через четыре с половиной года после основания, даллаский офис компании был закрыт материнской компанией Eidos.
В конце 1997 года Уоррен Спектор был приглашен основать остиновское отделение Ion Storm. В Остине дела шли более успешно, чем в далласком офисе. Под руководством Спектора вышел хорошо принятый критиками и коммерчески успешный Deus Ex. После закрытия Looking Glass Studios, Eidos приобрела права на серию Thief и поручила команде Спектора в сотрудничестве с бывшими сотрудниками Looking Glass разработать третью часть. После закрытия основного офиса в Далласе Ion Storm Austin ещё выпустила довольно успешные Deus Ex: Invisible War и Thief: Deadly Shadows, но после ухода Спектора по «личным причинам» в 2004 году, несколько других сотрудников также покинули компанию. В итоге 9 февраля 2005 года Eidos закрыла остиновский офис, что означало конец Ion Storm как компании.

## Игры, разработанные Ion Storm
- Dominion: Storm Over Gift 3 (1998) — Windows.
- Daikatana (2000) — Windows, Nintendo 64, Game Boy Color.
- Deus Ex (2000) — Windows, PlayStation 2.
- Anachronox (2001) — Windows.
- Deus Ex: Invisible War (2003) — Windows, Xbox.
- Thief: Deadly Shadows (2004) — Windows, Xbox.

## Игровой движок Flesh
Flesh — игровой движок, созданный Ion Storm на основе Unreal Engine 2 специально для внутреннего использования. На его основе построены компьютерные игры Thief: Deadly Shadows и Deus Ex: Invisible War.
Движок основан на Unreal Engine 2, но значительно доработан программистами Ion Storm. Как и в оригинальном движке, поддерживаются такие аппаратные платформы как ПК и консоли PlayStation 2 и Xbox.
Список отличий Flesh engine от Unreal Engine 2:
- Рендерер (графический движок) — полностью переписан;
- Физическая подсистема — встроен Havok 2, вместо поставляемой с UE2 Karma;
- Система оружия и инвентаря, взаимосвязь с окружающим миром — полностью переписаны;
- Ядро (форматы уровней, текстур, моделей и прочего) — претерпело разительные изменения из-за смены рендерера.